# Best of Modern Talking
Best of Modern Talking ist ein Kompilationsalbum des deutschen Popduos Modern Talking. Es erschien im August 1988 bei Dino Music unter Lizenz von BMG Music Publishing.

## Entstehung und Artwork
Das Album erschien erstmals im August 1988. Für die Produktion war Dieter Bohlen zuständig, von dem auch alle Titel arrangiert und komponiert wurden, als Koproduzent stand ihm Luis Rodriguez zur Seite. Die Titelauswahl umfasst alle internationalen Singleveröffentlichungen bis zur ersten Trennung von Modern Talking, dazu kommen einige weniger bekannte Titel.
Das Frontcover zeigt Anders und Bohlen auf einem Set mit einem hell erleuchteten, nebligen Hintergrund. Das Artwork gestaltete Olivier Baurain mit einem Foto von Didi Zill.

## Titelliste
| Nr. | Titel                                 | Länge |
| --- | ------------------------------------- | ----- |
| 1.  | You’re My Heart, You’re My Soul       | 5:32  |
| 2.  | Diamonds Never Made a Lady            | 4:03  |
| 3.  | You Can Win If You Want               | 3:48  |
| 4.  | There’s Too Much Blue in Missing You  | 4:39  |
| 5.  | Cheri, Cheri Lady                     | 3:45  |
| 6.  | With a Little Love                    | 3:33  |
| 7.  | Brother Louie                         | 3:41  |
| 8.  | Let’s Talk About Love                 | 3:53  |
| 9.  | Atlantis Is Calling (S.O.S. for Love) | 3:49  |
| 10. | Lady Lai                              | 4:55  |
| 11. | Geronimo’s Cadillac                   | 3:16  |
| 12. | Doctor for My Heart                   | 3:16  |
| 13. | Give Me Peace on Earth                | 4:12  |
| 14. | Stranded in the Middle of Nowhere     | 4:31  |
| 15. | Jet Airliner                          | 4:21  |
| 16. | In 100 Years …                        | 3:58  |

## Rezeption
Best of Modern Talking erreichte in Deutschland Rang 16 der Albumcharts und konnte sich neun Wochen in den Charts platzieren. Der Charteinstieg erfolgte am 12. September 1988, letztmals platzierte es sich am 7. November 1988 in den Charts. Nachdem zuvor sechs Studioalben des Duos die deutschen Albumcharts erreichten, ist dies der siebte Album-Charterfolg und das erste Best-of-Album in den Charts.
| ChartsChartplatzierungen | Höchstplatzierung | Wochen |
| ------------------------ | ----------------- | ------ |
| Deutschland (GfK)        | 16 (9 Wo.)        | 9      |